# قطعنامه ۱۰۲۹ شورای امنیت
قطعنامه ۱۰۲۹ شورای امنیت سازمان ملل متحد که در تاریخ ۱۲ دسامبر ۱۹۹۵ تصویب شد، سندی بین‌المللی دربارهٔ رواندا است. این قطعنامه طی نشست ۳۶۰۵ام با ۱۵ رای موافق، ۰ مخالف و ۰ ممتنع تصویب شد.